# Westonaria
Westonaria este un oraș în partea de NE a Africii de Sud, în Provincia Gauteng.